# Wundschuher Teiche
Die Wundschuher Teiche sind eine Reihe künstlicher Stehgewässer im Kaiserwald im österreichischen Bundesland Steiermark. Die vier Hauptgewässer Forster Teich, Neuteich, Wundschuher Teich und Poniglteich wurden im Mittelalter als Fischteiche angelegt und werden vom Poniglbach gespeist.

## Lage und Umgebung
Die Wasserflächen liegen im Kaiserwald am Mittellauf des Poniglbaches im westlichen Teil der Gemeinde Wundschuh. Erreichbar ist das Gebiet über die Wundschuh-Landesstraße (L 380).
Der Forster Teich ist der oberste und entlegenste der Wundschuher Teiche. Die 4,7 Hektar große Wasserfläche liegt rund 700 Meter westlich der Ortschaft Forst und gut einen Kilometer südöstlich der Kaiserwaldsiedlung. Er ist lediglich über Forstwege erreichbar. Der Poniglbach wird am Ostufer vorbeigeführt.
Der Neuteich ist mit einer Fläche von zwei Hektar der kleinste der Hauptteiche. Er liegt wie der Forster Teich mitten im Wald und ist über Forst- und Wanderwege erreichbar. Im Mai 2017 wurde von der steiermärkischen Landesregierung ein Europaschutzgebiet (Natura 2000) verordnet, welches mit einer Fläche von 3,1 Hektar den gesamten Wasserkörper und einen Teil seiner Umgebung einnimmt.
Im Zentrum der Teichanlagen liegt auf 326 m ü. A. der Wundschuher Teich (früher Mitterteich), der gemeinsam mit zwei kleineren Anlagen das beliebte Anglerrevier „Wundschuher See“ bildet. Der eigentliche Wundschuher Teich, dessen nördlicher Abschnitt in sumpfiges Gelände übergeht, hat eine Ausdehnung von 4,9 Hektar und trägt die Bezeichnung „Hausenteich“. Die kleinste der drei Teichanlagen ist der „Raubfischteich“.
Etwa 600 Meter flussabwärts des Wundschuher Teiches befindet sich südlich der Landesstraße der Poniglteich (auch Menissteich, früher Mernüßteich). Der gleichnamige Bach wird nordseitig vorbeigeführt. Mit einer Wasserfläche von 6,8 Hektar bildet er die größte Anlage, das Ufer ist durchgehend vom Wald gesäumt und nur auf Forstwegen erreichbar.
Der Teich liegt auf dem Helfbrunner Niveau, einer der Kaiserwaldterrasse vorgelagerten rißzeitlichen Verebnungsfläche.

## Geschichte
Die Wundschuher Teiche wurden um 1100 oder 1200 von Mönchen des Stiftes Rein angelegt, indem natürliche Bodensenken abgedämmt und mit Lehm ausgeschlagen wurden. Später gelangten sie in kaiserlichen Besitz. Laut einer Schenkungsurkunde gingen die Teiche 1642 an den aus dem kaiserlichen Dienst ausscheidenden Hoffischermeister Graf Sigmund Ludwig Dietrichstein, der zuvor das Schloss Neuschloß käuflich erworben hatte. Laut der Gemeinde-Website von Wundschuh wurden die Teiche jedoch erst 1442 unter Friedrich III. als Fischteiche angelegt. Der König, der als Landesfürst über den Kaiserwald verfügen konnte, ließ im selben Jahr den Wirtschaftshof ausbauen, aus dem das Gut Neuschloß hervorging. Die Teichanlagen befinden sich bis heute im Besitz der Schlossherren Enffans d’Avernas. 
Von 1935 bis 1938 sowie von 1945 bis 1948 waren die flachen, kaum bewegten und sehr warmen Teiche zweimal Ausbreitungsherd der Malaria. Damals existierende Waldschneisen förderten die Ausbreitung der Anophelesmücke in benachbarte Siedlungen. 1948 wurden in Wundschuh noch 35 Krankheitsfälle gezählt.
1973 wurde der Wundschuher Teich zu einem Badesee mit Campingplatz umgestaltet. Neben schattigen Liegewiesen, Badekabinen und einem Buffet wurde ein Parkplatz mit 500 Stellplätzen an der neuen Landesstraße von Feldkirchen errichtet. Bis Anfang Juli 1973 investierten Fremdenverkehrsverein, Gemeinde und Land 1,7 Millionen Schilling in das Projekt. Das 9 ha große Areal sollte vor allem die Bewohner der 17 Kilometer entfernten steirischen Landeshauptstadt Graz ansprechen. Durch vier Quellen erneuerte sich das in den Sommermonaten durchschnittlich 24 bis 25 Grad warme Teichwasser ständig.

## Natur- und Landschaftsschutz
Die Teiche sind Teil des Landschaftsschutzgebiets Wundschuher Teiche (LSG-32), das einen großen Teil des südlichen Kaiserwaldes umfasst. Der Neuteich ist seit Mai 2017 zusätzlich als Europaschutzgebiet Nr. 45 (Natura 2000) ausgewiesen. Nach der Fauna-Flora-Habitat-Richtlinie kommt dabei dem Schutz des Vierblättrigen Kleefarns oberste Priorität zu. Daneben sind die natürlichen Lebensraumtypen Schlammflur und Stillgewässer mit Wasserschwebergesellschaften zu bewahren. Der Schutzvertrag schreibt das regelmäßige Entfernen von Röhrichtanteilen, die Bereitstellung von Pionierstandorten sowie regelmäßiges Ablassen des Teiches als Managementmaßnahmen vor.
Von ornithologischem Interesse ist das Vorkommen einiger Vogelarten im Teichgraben, die insbesondere in Schilfgürteln an den Teichufern nisten. Dazu gehören etwa das Blässhuhn oder die Mönchsgrasmücke und der Zaunkönig, die das Erlengebüsch entlang des Poniglbaches als Brutplatz bevorzugen. In den feuchten Wiesen zwischen den Teichen, die von grobstängeligen Pflanzen sowie niedrigen Weiden- oder Erlenbüschen bewachsen sind, halten sich Sumpfrohrsänger und Weidenlaubsänger auf.
Eine häufig vertretene Amphibienart ist der Moorfrosch, der etwa am Poniglteich lebt.

## Bilder

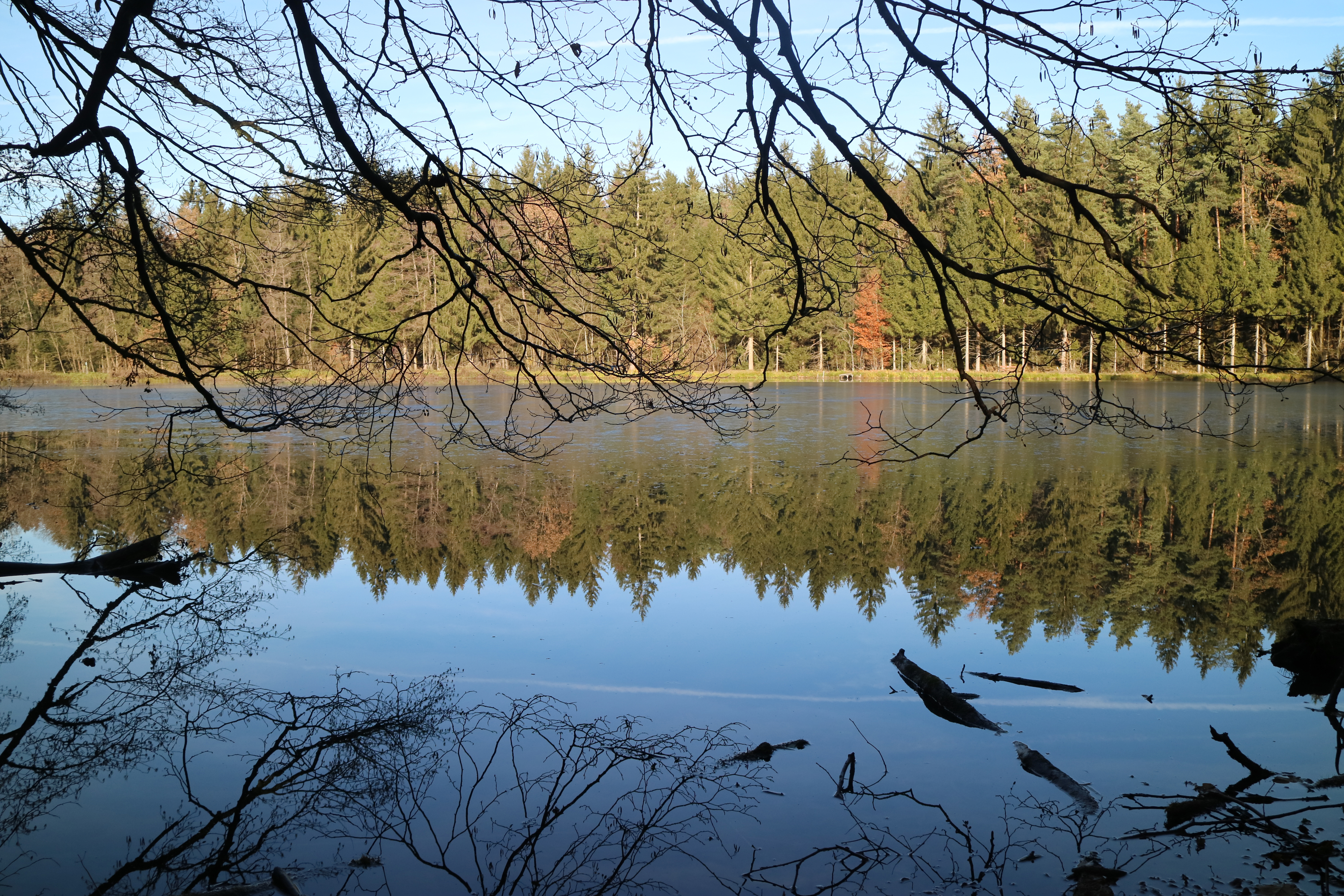
Herbststimmung am Neuteich
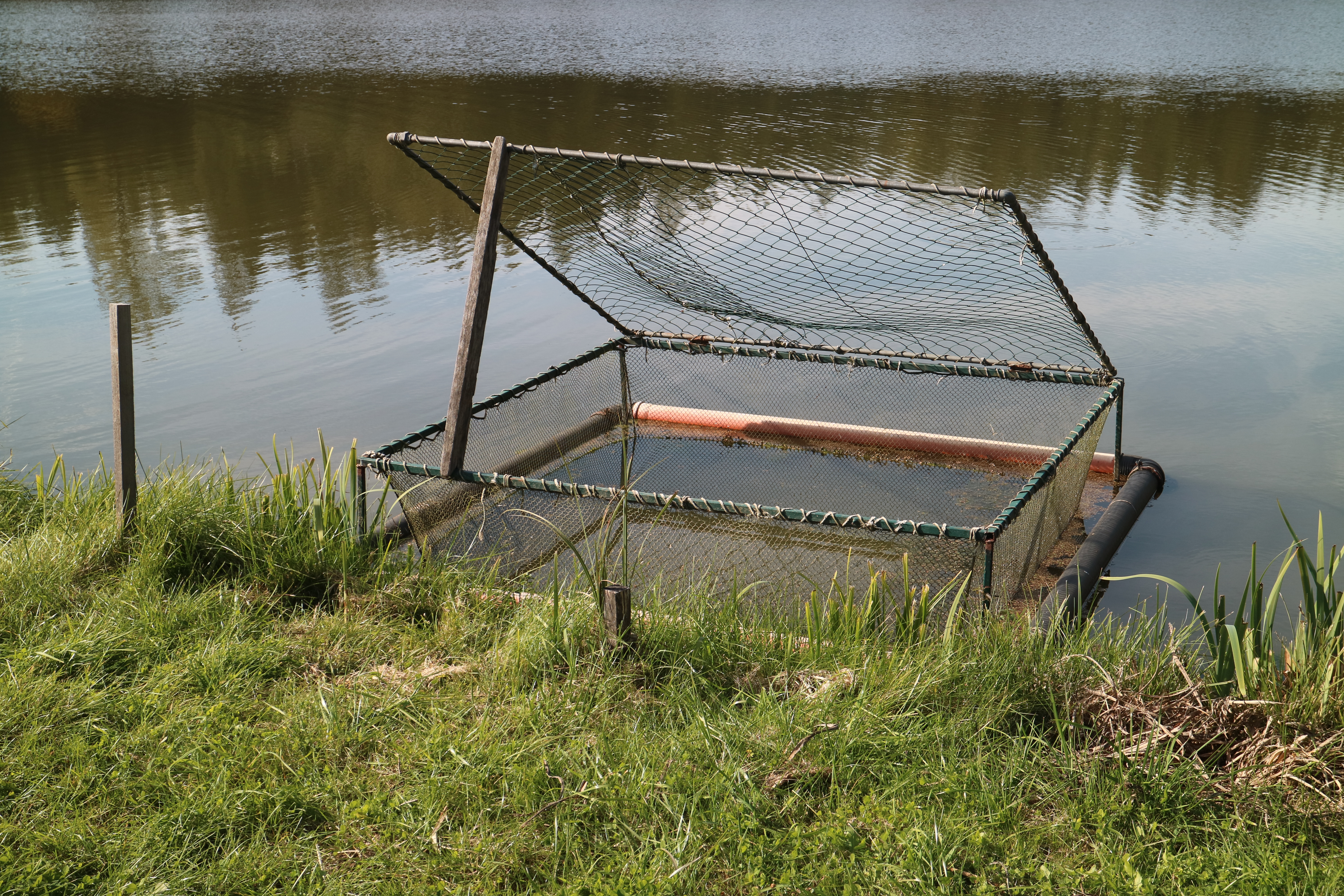
Reuse am Wundschuher Teich
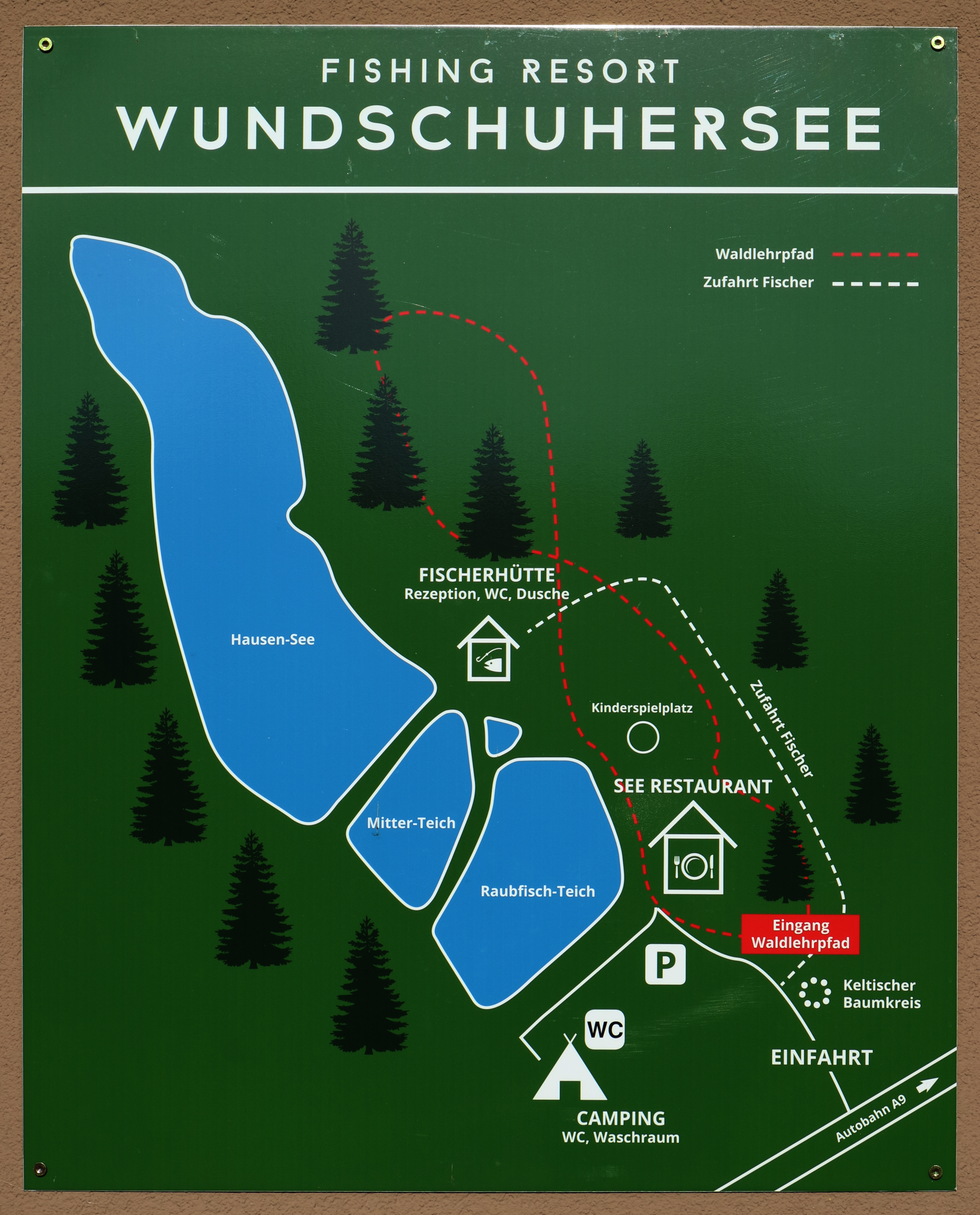
Fishing Resort „Wundschuher See“
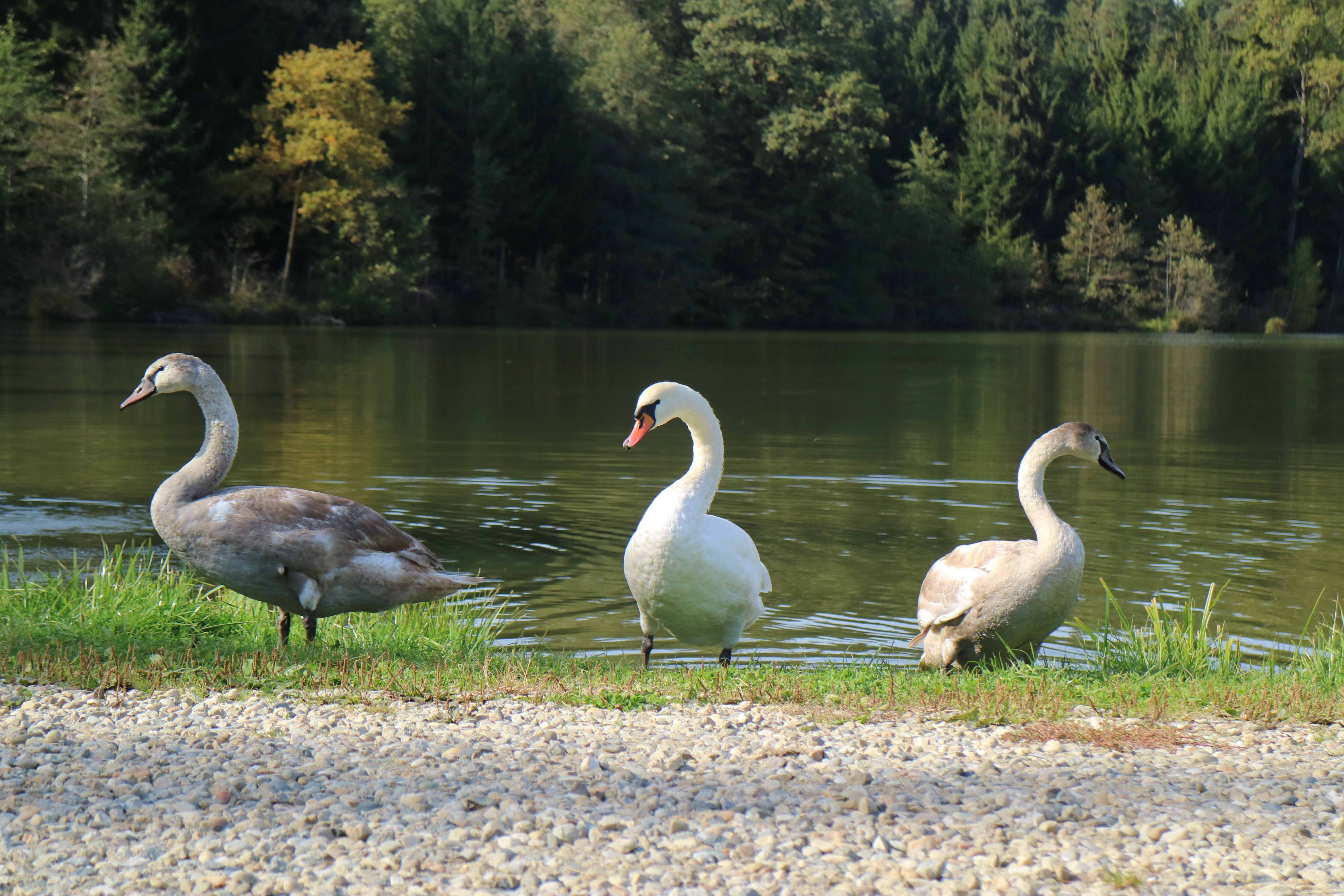
Schwäne
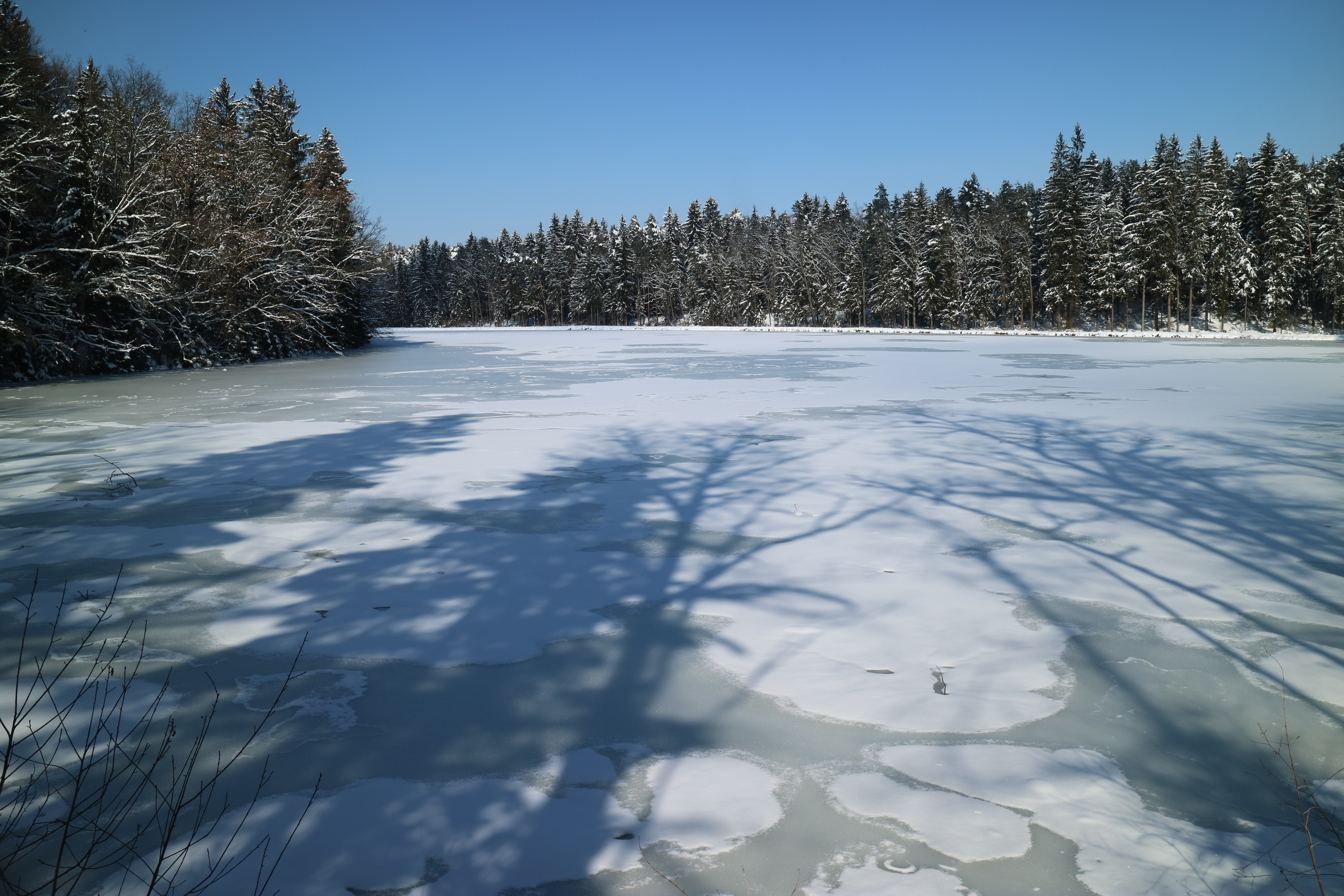
Verschneiter Forster Teich
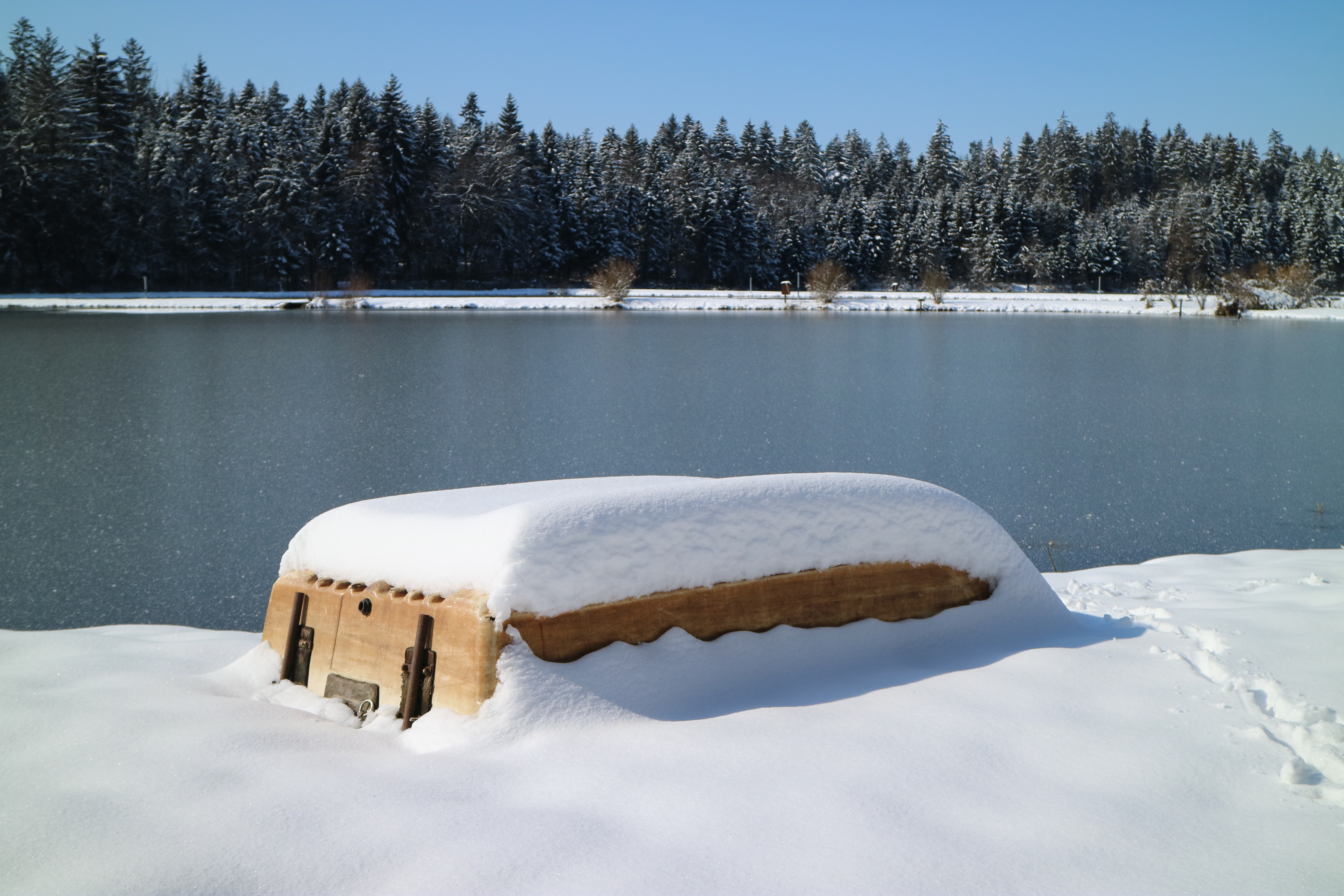
Winterpause am Wundschuher Teich
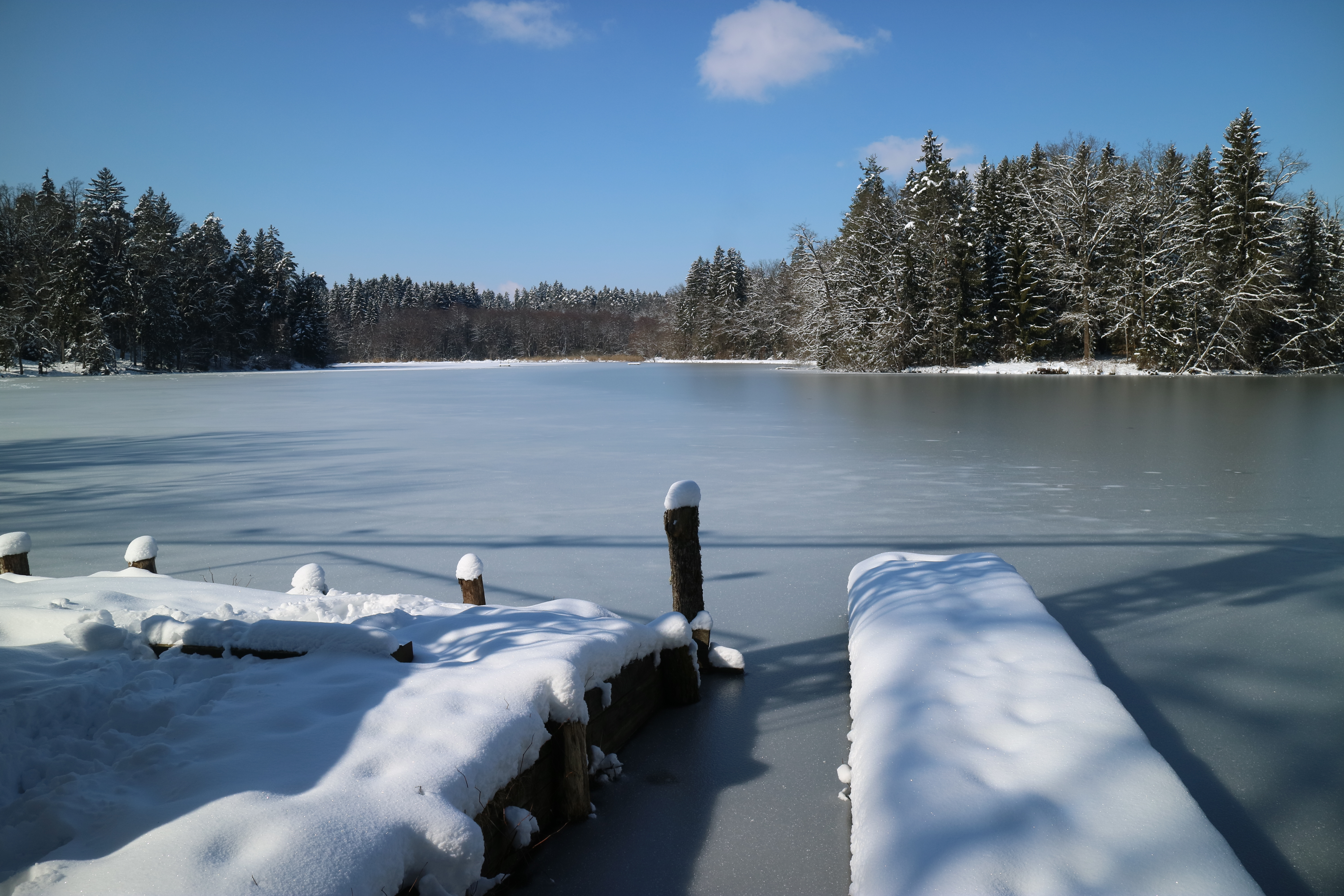
Zugefrorener Poniglteich